# Институт математических машин

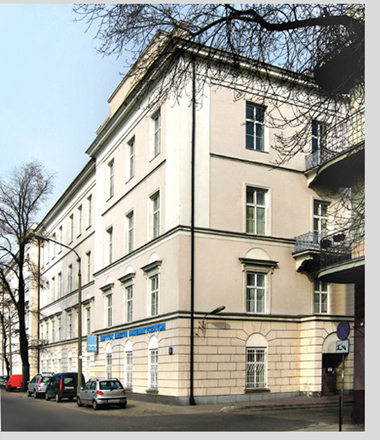
Институт математических машин

Институт математических машин (пол. Instytut Maszyn Matematycznych, IMM) — исследовательский институт в Польше (Варшава), подчиняющийся Министерству цифровизации Польши. Директором является Марек Холынски.
1 февраля 2018 года вступило в силу положение о включении Института математических машин (ИММ) в Научно-академическую компьютерную сеть (по.). Здания, принадлежащие IMM, были переданы Центральному антикоррупционному бюро для его штаб-квартиры.

## Структура
Научные исследования и работы, а также связанные с ними услуги, проводятся в пяти местах:
- Предприятие информационных систем с Лабораторией семантических техник
- Предприятие систем идентификации и лазерного оборудования
- Предприятие технологий электронной подписи и цех биометрической верификации с Лабораторией электронной подписи
- Предприятие моделирования и симуляции
- Учебный центр

## Важнейшие разработки и достижения
- компьютеры XYZ, ZAM, Mera 300, K-202, Mera 400, Mazovia
- платформа электронного обучения TeleEDU LMS 2.0 а также реализация системы репозитория TeleEDU LearningCMS по стандартам CORDRA, SCORM и IMS.
- система контроля доступа XChronos, биометрические терминалы IMMVein, IMMPro, IMMSkan 300, бесконтактные считыватели биометрической информации IMMProx 300, IMMProx 400.